# Nati nel 1918/Ottobre
| Questa pagina contiene informazioni ricavate automaticamente dalle voci biografiche con l'ausilio del template Bio e di un bot. L'aggiornamento è periodico e automatico e ricostruisce completamente la pagina. Se manca una persona in questa lista, sei pregato di non aggiungerla, ma accertati piuttosto che la sua voce biografica contenga il template Bio e che i dati anagrafici siano correttamente compilati. Se il template Bio manca, inseriscilo tu stesso o, in alternativa, metti l'avviso {{tmp\|Bio}} che ne segnala la mancanza. Se i dati riportati sono sbagliati, correggi direttamente la voce biografica; le modifiche saranno visibili in questa lista entro pochi giorni. Per chiarimenti vedi il progetto biografie. La lista contiene solo le 143 persone che sono citate nell'enciclopedia e per le quali è stato implementato correttamente il template Bio. Pagina aggiornata al 18 ago 2025. |

- 1º ottobre - Bob Acri, pianista statunitense († 2013)
- 1º ottobre - Oscar Brazzi, produttore cinematografico, regista e sceneggiatore italiano († 1998)
- 1º ottobre - Giulio Ceradini, ingegnere italiano († 2005)
- 1º ottobre - Giuseppe Giacalone, critico letterario e scrittore italiano († 2006)
- 1º ottobre - Giulio Macchi, regista, autore televisivo e conduttore televisivo italiano († 2009)
- 1º ottobre - Giuliana Penzi, danzatrice e coreografa italiana († 2008)
- 2 ottobre - Federico De Rocco, pittore e incisore italiano († 1962)
- 2 ottobre - Claude Eatherly, aviatore statunitense († 1978)
- 2 ottobre - Herb Voland, attore statunitense († 1981)
- 3 ottobre - Emanuele Brenna, marinaio italiano († 1943)
- 3 ottobre - Pedro Lazaga, regista e sceneggiatore spagnolo († 1979)
- 3 ottobre - Marcelino Massana, guerrigliero e anarchico spagnolo († 1981)
- 4 ottobre - Giovanni Busani, calciatore e allenatore di calcio italiano († 1995)
- 4 ottobre - Giovanni Cheli, cardinale e arcivescovo cattolico italiano († 2013)
- 4 ottobre - Ken'ichi Fukui, chimico giapponese († 1998)
- 4 ottobre - Pietro Pitrone, politico italiano († 1978)
- 5 ottobre - Jimmy Blanton, contrabbassista statunitense († 1942)
- 5 ottobre - Ken Oberbruner, cestista, giocatore di baseball e allenatore di baseball statunitense († 1991)
- 6 ottobre - Pit Corder, linguista britannico († 1990)
- 6 ottobre - George Moore, pentatleta statunitense († 2014)
- 6 ottobre - André Pilette, pilota automobilistico belga († 1993)
- 6 ottobre - Abraham Robinson, matematico tedesco († 1974)
- 6 ottobre - Max de Terra, pilota automobilistico svizzero († 1982)
- 7 ottobre - Guido Aristarco, critico cinematografico e sceneggiatore italiano († 1996)
- 7 ottobre - Frankie Baumholtz, giocatore di baseball e cestista statunitense († 1997)
- 7 ottobre - Helmut Dantine, attore austriaco († 1982)
- 7 ottobre - Girolamo Piromalli, mafioso italiano († 1979)
- 7 ottobre - Mimmo Rotella, artista italiano († 2006)
- 8 ottobre - Alberto Bardi, pittore e partigiano italiano († 1984)
- 8 ottobre - Livio Bassi, ufficiale e aviatore italiano († 1941)
- 8 ottobre - Ron Randell, attore australiano († 2005)
- 8 ottobre - Jens Christian Skou, biochimico danese († 2018)
- 9 ottobre - Velma Dunn, tuffatrice statunitense († 2007)
- 9 ottobre - Alla Genrichovna Masevitsj, astronoma sovietica († 2008)
- 9 ottobre - Everett Howard Hunt, agente segreto e scrittore statunitense († 2007)
- 9 ottobre - Lila Kedrova, attrice francese († 2000)
- 9 ottobre - Mario Pavan, entomologo, speleologo e politico italiano († 2003)
- 9 ottobre - Edgard Pisani, funzionario |Attività2 = politico francese († 2016)
- 9 ottobre - John A. Scali, diplomatico e giornalista statunitense († 1995)
- 9 ottobre - Bebo Valdés, pianista, arrangiatore e direttore d'orchestra cubano († 2013)
- 9 ottobre - Silvio Zanella, pittore italiano († 2003)
- 10 ottobre - Yigal Allon, politico e generale israeliano († 1980)
- 10 ottobre - Mario Bertolazzi, direttore d'orchestra e compositore italiano († 1986)
- 10 ottobre - Paolo Cavezzali, politico e sindacalista italiano († 2006)
- 10 ottobre - Cesare Cozzarini, militare italiano († 1943)
- 10 ottobre - Paul Dubov, attore e sceneggiatore statunitense († 1979)
- 10 ottobre - Jean Gimpel, storico francese († 1996)
- 10 ottobre - Gaston Mialaret, psicologo e pedagogista francese († 2016)
- 11 ottobre - Olive Deering, attrice statunitense († 1986)
- 11 ottobre - Furio Lauri, aviatore italiano († 2002)
- 11 ottobre - Dino Menichetti, presbitero e compositore italiano († 2016)
- 11 ottobre - Francesco Pesenti, calciatore italiano († 2008)
- 11 ottobre - Jerome Robbins, regista, coreografo e ballerino statunitense († 1998)
- 12 ottobre - Bob Dro, cestista, giocatore di baseball e allenatore di pallacanestro statunitense († 2006)
- 12 ottobre - Cesare Ferraresi, violinista italiano († 1981)
- 12 ottobre - Francisco Javier Sáenz de Oiza, architetto spagnolo († 2000)
- 13 ottobre - Mario Ghiglione, calciatore italiano († 2003)
- 13 ottobre - Jack MacGowran, attore irlandese († 1973)
- 13 ottobre - Franco Mezzadra, militare e marinaio italiano († 1943)
- 13 ottobre - Lorenzo Ruffini, calciatore italiano
- 13 ottobre - Robert Walker, attore statunitense († 1951)
- 14 ottobre - Aldo Amadeo, politico italiano († 2002)
- 14 ottobre - Hans Biallas, calciatore tedesco († 2009)
- 14 ottobre - Thelma Coyne Long, tennista australiana († 2015)
- 14 ottobre - Nikolaj Vasil'evič Ovčinnikov, pittore, storico dell'arte e critico d'arte russo († 2004)
- 14 ottobre - Vladimir Jakovlevič Pereladov, militare sovietico († 2008)
- 14 ottobre - Ruggero Salar, calciatore e allenatore di calcio italiano († 1996)
- 14 ottobre - Gustave Van Overloop, ciclista su strada belga († 2005)
- 15 ottobre - Mario Bini, ammiraglio italiano († 2012)
- 15 ottobre - Ginetta Calliari, scrittrice italiana († 2001)
- 15 ottobre - Pietro Sibella, calciatore italiano († 1996)
- 16 ottobre - Louis Althusser, filosofo francese († 1990)
- 16 ottobre - Géori Boué, soprano francese († 2017)
- 16 ottobre - Giovanni Calvani, calciatore italiano
- 16 ottobre - Tony Rolt, pilota automobilistico e ingegnere inglese († 2008)
- 17 ottobre - Mack Ray Edwards, serial killer statunitense († 1971)
- 17 ottobre - Otello Formigli, allenatore di pallacanestro italiano († 1989)
- 17 ottobre - Rita Hayworth, attrice, ballerina e cantante statunitense († 1987)
- 17 ottobre - Art Spector, cestista e allenatore di pallacanestro statunitense († 1987)
- 17 ottobre - Ralph Wilson Jr., dirigente sportivo statunitense († 2014)
- 18 ottobre - Gian Carlo Bossi, calciatore italiano
- 18 ottobre - Gian Battista Corso, calciatore italiano († 2012)
- 18 ottobre - Kōnstantinos Mītsotakīs, politico greco († 2017)
- 18 ottobre - Pengiran Anak Mohammad Alam, principe e politico bruneiano († 1982)
- 18 ottobre - Teresio Piana, calciatore italiano († 2001)
- 18 ottobre - Bobby Troup, attore, pianista e cantautore statunitense († 1999)
- 18 ottobre - Zé Arigó, brasiliano († 1971)
- 19 ottobre - Ian Bazalgette, militare e aviatore canadese († 1944)
- 19 ottobre - Achiel Bruneel, ciclista su strada e pistard belga († 2008)
- 19 ottobre - Fiorenzo Carpi, compositore italiano († 1997)
- 19 ottobre - Aleksandr Arkad'evič Galič, poeta, drammaturgo e cantante sovietico († 1977)
- 19 ottobre - Oscar Hold, calciatore e allenatore di calcio inglese († 2005)
- 19 ottobre - Russell Kirk, politologo, filosofo e critico letterario statunitense († 1994)
- 19 ottobre - Bob Sweeney, attore e regista statunitense († 1992)
- 20 ottobre - Erwin Ballabio, calciatore e allenatore di calcio svizzero († 2008)
- 20 ottobre - Carlo Copello, aviatore e militare italiano († 2003)
- 20 ottobre - Anton Diffring, attore tedesco († 1989)
- 20 ottobre - Robert Lochner, giornalista statunitense († 2003)
- 20 ottobre - Sergio Scatizzi, pittore e poeta italiano († 2009)
- 21 ottobre - Bohdan Bartosiewicz, cestista e allenatore di pallacanestro polacco († 2015)
- 21 ottobre - Santo Calì, poeta, scrittore e enigmista italiano († 1972)
- 21 ottobre - Albertina Sisulu, attivista sudafricana († 2011)
- 22 ottobre - Antonio Bevilacqua, ciclista su strada e pistard italiano († 1972)
- 22 ottobre - Eleazar Meletinskij, filologo e storico della letteratura russo († 2005)
- 22 ottobre - René de Obaldia, drammaturgo e poeta francese († 2022)
- 23 ottobre - James Daly, attore statunitense († 1978)
- 23 ottobre - Bolesław Drobiński, militare e aviatore polacco († 1995)
- 23 ottobre - C. Walton Lillehei, chirurgo statunitense († 1999)
- 23 ottobre - Helen Nielsen, scrittrice e sceneggiatrice statunitense († 2002)
- 23 ottobre - Paul Rudolph, architetto statunitense († 1997)
- 24 ottobre - Rafael Iriondo, allenatore di calcio e calciatore spagnolo († 2016)
- 24 ottobre - Iryna Mel'nykova, storica ucraina († 2010)
- 24 ottobre - Doreen Tovey, scrittrice inglese († 2008)
- 25 ottobre - David Ausubel, psicologo statunitense († 2008)
- 25 ottobre - Chubby Jackson, contrabbassista statunitense († 2003)
- 25 ottobre - Milton Selzer, attore statunitense († 2006)
- 25 ottobre - Cesare Sermenghi, poeta, commediografo e saggista italiano († 1997)
- 26 ottobre - Pietro Amendola, politico e giornalista italiano († 2007)
- 26 ottobre - Eric Ericson, direttore d'orchestra svedese († 2013)
- 26 ottobre - Marc Hodler, avvocato e dirigente sportivo svizzero († 2006)
- 27 ottobre - Edgar Herschler, avvocato e politico statunitense († 1990)
- 27 ottobre - John Simpson, calciatore inglese († 2000)
- 27 ottobre - Teresa Wright, attrice statunitense († 2005)
- 28 ottobre - Giorgio Walter Chili, regista e sceneggiatore italiano († 1961)
- 28 ottobre - Benny Fenton, allenatore di calcio e calciatore inglese († 2000)
- 28 ottobre - Ray Krzoska, cestista e allenatore di pallacanestro statunitense († 2006)
- 28 ottobre - René Latourelle, presbitero e teologo canadese († 2017)
- 28 ottobre - Enrico Rame, attore italiano († 1986)
- 28 ottobre - Harold Shepherdson, allenatore di calcio e calciatore inglese († 1995)
- 29 ottobre - Gündüz Kılıç, allenatore di calcio e calciatore turco († 1980)
- 29 ottobre - Tommaso Paloscia, giornalista, critico d'arte e storico dell'arte italiano († 2005)
- 29 ottobre - Diana Serra Cary, attrice statunitense († 2020)
- 29 ottobre - Daniele Sette, fisico italiano († 2013)
- 30 ottobre - Joan Banks, attrice statunitense († 1998)
- 30 ottobre - Nicolò Cobolli Gigli, ufficiale e aviatore italiano († 1941)
- 30 ottobre - Maria Vittoria Malvano, traduttrice italiana († 2007)
- 30 ottobre - Aldo Petri, politico e storico italiano († 1983)
- 31 ottobre - Griffin Bell, politico statunitense († 2009)
- 31 ottobre - Cyril Martin, calciatore inglese († 1983)
- 31 ottobre - Pietro Rebuzzi, calciatore italiano († 2000)
- 31 ottobre - Pierluigi Sopelsa, scultore italiano († 2012)
- 31 ottobre - Ian Stevenson, psichiatra canadese († 2007)
- 31 ottobre - Walter Edward Truemper, militare e aviatore statunitense († 1944)